# バンクシア
バンクシア（Banksia）は、ヤマモガシ科の属のひとつ。約80種が含まれる。
オーストラリア原産。オーストラリアのもっとも乾燥した地域を除く全域に産する。特徴的な花序と果穂を持ち、オーストラリア産の野生の花の中では有名で人気があり、よく庭木として利用される。

## 特徴
匍匐性の低木から25mの高さになる高木まで様々な形をとる。
最大の高木になるコースト・バンクシア (B. integrifolia) とリバー・バンクシア (B. seminuda) は15m以上になり、時には25mに達する。
低木のバンクシアは普通は直立するが、いくつかの種は地表または地中を匍匐する茎を持つ。
バンクシアの葉は種によって大きく異なる。
1–1½ cmの長さで細い、エリカのような葉をつけるB. ericifoliaから、45cmの長さの葉のブル・バンクシア (B. grandis) のように非常に大きな葉を持つものまで様々である。
多くの種の葉縁は鋸歯をもつが、少数の、たとえばB. integrifoliaはそうではない。
葉は枝に不規則ならせん状に並ぶのが普通だが、いくつかの種では輪生に集まる。
バンクシアはその特徴的な穂状花序と、花の後にできる木質の果実によって容易に認識できる。花序は柔毛質の覆いのある木質の軸でできている。通常は直立しているが、いくつかの種では垂下している。これは、軸に対して直角に着いた、密に配列した花によって覆われる。単一の花序で1000以上の花が含まれる。
バンクシアの花は通常は黄色の色調を持つが、橙色、赤や桃色の花もある。花の色は花被または花柱によって決まる。花柱は花被よりかなり長く、初期には花被の上部で引っかかる。数日かけて上部から、または下部（の花）から離れていく。花柱と花被の色が異なっている場合、花序の上と下で花の色が異なって見える効果をもたらす。
時間が経つと、花は乾燥していき褐色の色調が強くなる。いくつかの種では古い花は脱落し、柔毛質の軸が現れる。他の種では数年にわたって花は宿存し、毛の生えた花序の姿が残る。古い花序は球果（厳密にはソテツと球果類のみにある）とよばれる。
花序が巨大で花の数が多いにもかかわらず、果実をつけるものは少数で、全く果実をつけない花序もある。バンクシアの果実は「球果」に並んだ木質の袋果である。果実は水平に並んだ弁状の構造が種子を堅くつつんでいる。袋果は縫合から裂けて種子を放出するが、いくつかの種では弁も裂開する。果実は種子が熟したときに裂開するものもあるが、多くの種では山火事によって刺激を受けたときにのみ裂ける。袋果はふつうは小さな種子を二つ含んでおり、くさび形の紙質の翼をもっていて落下するときに回転するようになっている。

## 分布と生育
1種を除きバンクシアはオーストラリアに固有である。
例外はB. dentataでオーストラリア北部からニューギニア、アルー諸島 (Aru Islands) に広がっている。
他の種は2つの地理的区分に分布している。南西部および西部オーストラリアと東部オーストラリアである。
南西部および西部オーストラリアは生物多様性の主要な中心であって、バンクシアの4分の3以上の種はこの地域にのみ産する。
東部オーストラリアには、産する種ははるかに少ないが、もっともよく知られていて、広く分布している種、コースト・バンクシア (B. integrifolia) とシルバー・バンクシア (B. marginata) が含まれる。
バンクシアの多くの種は砂質の土壌でよく生育し、他のものは岩の多い土壌を好む。
リバー・バンクシア (B. seminuda) は水系に沿った肥沃なroamを好む点で例外的である。
多くの種はヒースや低地の疎林に生えるが、B. seminudaとB. integrifoliaはどちらも森林に生える。
多くの種は海岸では生育が良好ではないが、ごく最近記載されたB. rosseraeは砂漠に生育する。
東オーストラリアの多くの種は高地に生育する一方で、西オーストラリアの種ではただ一種スターリング・レンジ・バンクシア (Stirling Range Banksia, B. solandriのみが高地に生える。

## 生態学的側面
バンクシアは大量に蜜を生産するので、蜜を食料とする動物の重要な食物資源である。ミツスイ科やhoney possum、pygmy possum、コウモリなどである。これらの動物はバンクシアの花粉媒介に貢献している。
他に関連する動物相には、ガやゾウムシの幼虫が「球果」や袋果に穿孔して種子を食用にし、pupateが袋果に穿孔する。また、鳥ではcockatooが「球果」を壊して種子と幼虫を食用にする。
バンクシアにとって脅威になるのは、山火事である。バンクシアの種のおよそ半分が山火事で死亡するが、火事を発芽の刺激にして世代更新する。この種の個体のうち残りは、ふつう、非常に厚い樹皮を持っていて幹を炎から守るか、lignotuberがあって火災後に発芽するか、いずれかで、山火事を生き延びる。山火事が頻繁でなければ生態として問題にならないが、頻繁であれば実生が結実年齢に達する前に死んでしまうので個体数を減らしてしまう。
バンクシアの他の脅威として、（以前は菌類と思われた）卵菌類の Phytophthora cinnamomi が根を腐らせる。proteoid root は貧栄養の土壌でバンクシアが育つのに役に立っているが、根腐れに関係があると疑われている。
多くのバンクシアがrareあるいはendangeredと見做されている。
- B. brownii: rare
- B. cuneata: endangered
- B. goodii: endangered
- B. oligantha: endangered; 1箇所からのみ知られる
- B. plagiocarpa: endangered; 3箇所の小さな個体群のみ
- B. sphaerocarpa var. dolichostyla: endangered
- B. tricuspis: endangered
- B. verticillata: endangered; およそ10の小さな個体群が知られる。

B. chamaephytonは以前はrareだと宣言されたが、新しい個体群が発見されたためリストから除外された。モニターは継続されている。

## 分類
バンクシア属は小リンネによって1782年4月にSupplementum Plantarum systematis vegetabiliumの中で記載命名された。
そのためこの属の正式名は"Banksia L.f."である。
属名は、初めてのバンクシアの標本を1770年にジェームズ・クックの最初の航海中に採集していた、イギリスの植物学者ジョゼフ・バンクス卿 (Sir Joseph Banks) にちなんでいる。
バンクシアの名前は実際には1775年にBanksia J.R.Forst. & G.Forstとして、現在はPimeliaの名前で知られているものに対して発表されている。
しかし、この先行する発表に対して、1800年までには小リンネの名前が一般に受け入れられるようになった。
1891年にはクンツェ (Kunze) が小リンネの名前をSirmuelleraにしようとしたが、受け入れられなかった。
1940年にはスプレーグ (T. A. Sprague) によって、Banksia L.f.がBanksia J.R.Forst. & G.Forst に対して公式に保護されることになった。
バンクシアの正確な種数は論争点になっている。
最近の権威ある梗概であるGeorge (1999) では76種がリストに上っている。その後でB. rosseraeが記載された (Olde and Marriott, 2002) ので、77種になる。
しかし、George (1999) は以前にThiele and Ladiges (1996) によって種のレベルを与えられていた4分類群を種より下のランクに置いている。
オーストラリアの多くのハーバリウム（標本庫）ではThiele and Ladiges (1996) のシステムに従っているのでこれらは種扱いであり、そのため81種があることになる。
さらにHarden (2002) はB. cunninghamii Sieber ex Reichbを種としている。
George (1999) もTheile and Ladiges (1996) もこれをB. spinulosaの亜種として扱っている。さらに、B. paludosa subsp. astroluxが現在査読中で、間もなく種のレベルに昇格されるであろう。
バンクシア属は2つの亜属に分けられる。イソスティリス亜属 (Banksia subg. Isostylis) とバンクシア亜属 (Banksia subg. Banksia) である。
前者の亜属はいずれも西オーストラリア産の3つの近縁な種を含む。この3種はいずれもバンクシアの特徴の穂状花序のかわりに頭状の花序を持つ。
イソスティリス亜属の頭状花序は表面的にはドリアンドラ属 (Dryandra) のものに似ていて、この亜属はドリアンドラ属との進化的な関連性を示すものと考えられている。
もう一方のバンクシア亜属は残りの種が含まれていて、バンクシア属に特徴的な穂状花序を持つ。
George (1999) に基づくバンクシア属の配列については英語版の
バンクシアの分類を参照。
アルファベット順のバンクシアの種の種の、英語での一般名とGeorge (1999) で種として認識されていないものも含めたリストは英語版のバンクシア属の種のリストを参照。

## 利用と文化的言及
大きくて見栄えのする花序と、大量に生産される蜜が鳥類や小型の哺乳類を引き寄せるために、バンクシアはオーストラリアではポピュラーな庭木である。
庭木で一般的なものには、ワラム・バンクシア (Wallum Banksia, B. aemula) 、ソー・バンクシア (Saw Banksia, B. serrata) と園芸品種のバンクシア・ジャイアントキャンドルズ (Banksia 'Giant Candles') などがある。
バンクシアは種子で簡単に繁殖でき、多くの種は挿木で殖やせる。
手入れはほとんど必要ない。
もし施肥するなら、遅効性の低リン酸の肥料を使うのがよい。
proteoidの根が土壌の肥料の多さで損傷を受けるためである。
種苗産業以外では、バンクシアは商業価値はあまりない。
いくつかの種は野生植物園で育ち、花序は切り花として収穫される。
蜜は養蜂業者が求めるものではあるが、それは蜜の品質ではなく、他の蜜源が足りないときに豊富な蜜を提供するからである。
バンクシアの材は赤色で魅力的な組織をしているが、乾燥のときにひどく変形するのであまり使われることはない。
時折、装飾の用途でろくろ引きやキャビネットの羽目板をはることに使われる。
また、小型のボートの竜骨を作るのに使われてきた。
松ぼっくりのような果実の集合体は輪切りにしてコースターとして、海外からの観光客相手の土産物になっている。
南西オーストラリアの原住民は花から蜜を吸う。また、材の中の甲虫の幼虫を食用にする。
（以下翻訳中）

## ギャラリー
（翻訳中）